# Siarhiej Nikifarenka
Siarhiej Nikifarenka (biał. Сяргей Нікіфарэнка, ros. Сергей Никифоренко; ur. 18 lutego 1978 w Soligorsku) – były białoruski piłkarz, grający na pozycji napastnika, reprezentant Białorusi.